# Stenaelurillus strandi
Stenaelurillus strandi là một loài nhện trong họ Salticidae.
Loài này thuộc chi Stenaelurillus. Stenaelurillus strandi được Lodovico di Caporiacco miêu tả năm 1939.